# مرغداري صباح (كوهباية الغربي)
مرغداري صباح (بالإنجليزية: Morghdari-ye Sabah)‏ هي منطقة سكنية تقع في إيران في قسم کوهبایة الغربي الریفي. يقدر عدد سكانها بـ 19 نسمة .